# Insula Prince Patrick

Localizarea insulei Prince Patrick în Arhipelagul Arctic Canadian

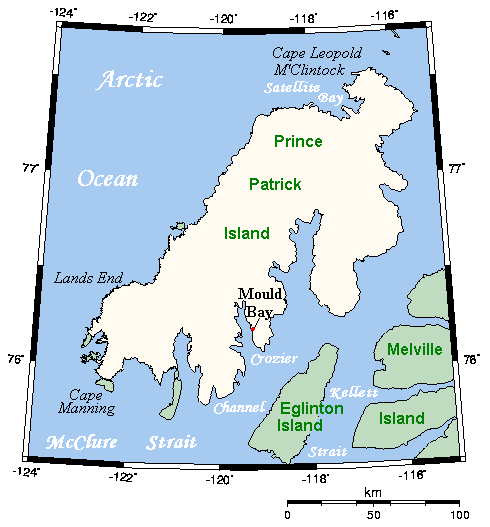
Insula Prince Patrick

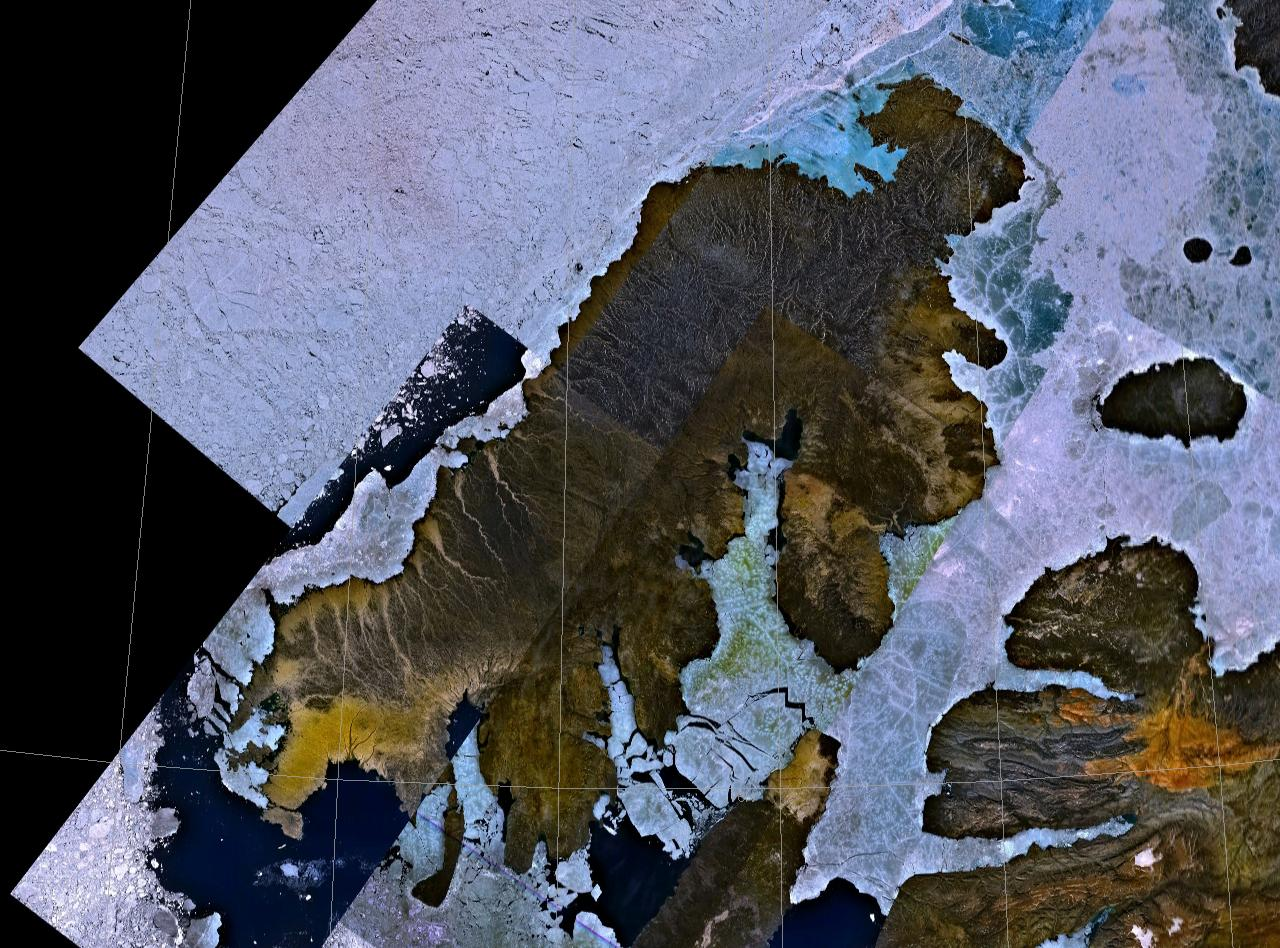
Imagine din satelit a insulei Prince Patrick

Insula Prince Patrick (sau insula Prințul Patrick) este o insulă nelocuită permanent din Arhipelagul Arctic Canadian, aparținând administrativ de Teritoriile de Nordvest din Canada. Cu o suprafață de 15848 km2 ,  ocupă locul 55 în lume și locul 14 în Canada..
Insula este cea mai vestică din grupul Insulelor Reginei Elizabeth, la vest întinzându-se Oceanul Înghețat iar la sud-vest Marea Beaufort. La nord, insula este separată de insulele Mackenzie King și Borden prin strâmtoarea Hazen, la sud strâmtoarea McClure o desparte de insula Banks iar la est, dincolo de strâmtoarea Fitzwilliam se află insula Melville. La mijlocul distanței față de această insulă se găsesc insulele Eglinton, Emerald etc.
Coastele sudice și estice sunt marcate de o serie de golfuri adânci: golful Jameson, golful Intrepid, golful Walker și golful Dyer, aceste zone, cu faleze abrupte, fiind și cele mai înalte de pe insulă. Totuși, altitudinea maximă este de doar 279 m. Insula este activă din punct de vedere seismic, existând o serie de falii
Insula Prince Patrick a fost descoperită în 1853 și numită ulterior în onoarea prințului Arthur William Patrick, duce de Connaught și Strathearn, guvernator general al Canadei între 1911 și 1916.
Din 1948, pe insulă a funcționat o stație meteorologică, Mould Bay, operată de 10 până la 40 de persoane. Stația a fost închisă în 1997 datorită unor constrângeri bugetare și a fost înlocuită cu o stație automată. 